# Зої Заґґ
Зої Елізабет Заґґ (англ. Zoe Elizabeth Sugg; нар. 28 березня 1990) — англійська фешн-блогерка, ютуберка та авторка книжок. В YouTube відома під псевдонімом Zoella. Її дебютний роман «Дівчина онлайн» вийшов в листопаді 2014 року і став одним із найпродаваніших дебютних романів з 1998 року, побивши рекорд за перший тиждень продажів.

## Особисте життя
У Зої є молодший брат Джо Заґґа, який також є блогером і відомою інтернет-особистістю на YouTube, як ThatcherJoe. Вона виросла в Лейкок, Вілтшир, де  закінчила середню школу Коршем і Коледж мистецтв.
Наразі проживає в Брайтоні, Східний Сассекс.
Зоелла зустрічається з Елфі Дейс, відомим на YouTube, як PointlessBlog.

## Кар'єра
Зої працювала у внутрішній дизайнерській компанії, коли створила свій канал «Zoella» в лютому 2009 року. До кінця року він мав вже тисячі підписників, і станом на вересень 2015 року його відвідали 540 млн осіб. Блог про моду, красу та спосіб життя 2009 року перейшов і на YouTube-канал. На той час Заґг працювала в британському магазині одягу New Look.

### YouTube at pasco
Основний канал Zoella спочатку називався «zoella280390» і був присвячений насамперед моді, красі і «фаворитам» (відео, де Зоелла демонтсрує її улюблені продукти попереднього місяця). Її другий канал «MoreZoella» містить в основному відеоблог, де вона показує своїм глядачам, що вона робить протягом усього дня. Дівчина співпрацювала з багатьма ютуберами на своєму каналі, зокрема: Луіз Пентленд, Таня Бурр, Алфі Дейс, Тайлер Оклі, Трой Сіван, Грейс Селбліг та іншими.
Станом на грудень 2016 року основний канал Зоелли на YouTube має понад 11 млн. підписників і понад 900 млн переглядів, це 50-й канал на сайті за кількістю підписників; її другий канал «MoreZoella» має понад 4 млн підписників і понад 290 мільйонів переглядів. Вона також має більше 4 мільйонів послідовників в Twitter і більше 7 мільйонів фоловерів у Instagram.
У грудні 2014 року Зоела була розкритикована за зйомку  відео під час руху в авто. Полісмен сказав: «Вона могла б убити когось. Як хтось, хто їде у авто, може відволікатися і водночас керувати авто?». Її представник заявив, що «під час зйомок відео дівчина була в основному в заторах».

### Видані твори
Зої підписала угоду з Penguin Books, а в 2014 року — з Північноамериканською видавничою компанією Atria.
Дебютний роман Зоелли «Дівчина Онлайн» був опублікований 25 листопада 2014. Це роман для підлітків та молоді, що розказує історію 16-річної Пенні – блогерки й фотографа, чий блог раптом привертає забагато уваги. Продовження роману вийшло 20 жовтня 2015 року під назвою «Дівчина Онлайн. в турне». 8 липня 2016 року Зоелла анонсувала вихід третьої книжки.
2015 року випустила свою другу колекцію косметичних продуктів «Zoella Beauty».
У травні 2016 року випустила свою третю колекцію косметичних продуктів «Zoella Beauty» «Sweet Inspirations»
У березні 2019 року вийшла четверта книга Франшизи «Дівчина Онлайн»— «Дівчина Онлайн запрошує в гості»

## Нагороди та номінації
Зої Заґґ виграла у 2011 Космополіт Blog Award в номінації «Best Established Beauty Blog» і щоб виграти «Best Beauty Vlogger» нагороду в наступному році. Вона була удостоєна нагородою в 2013 і 2014 років «Best British Vlogger»  на BBC Radio 1 Teen Awards; у 2014 році Nickelodeon Kids' Choice Award до «UK Favourite Vlogger»; і 2014 Teen Choice Award "Choice Web Star: Fashion/Beauty.
Зої Заґґ отримала нагороду «Choice Web Star» в категорії 'Fashion/Beauty' на 2015 Teen Choice Awards.

## Українські переклади
- Дівчина Онлайн / Зої Заґґ ; пер. з англ. Наталії Ясіновської. — Львів : Видавництво Старого Лева, 2018. — 424 с.[21]
- Дівчина Онлайн у турне / Зої Заґґ ; пер. з англ. Наталії Ясіновської. — Львів : Видавництво Старого Лева, 2019. — 416 с.[22]
- Дівчина Онлайн: соло / Зої Заґґ ; пер. з англ. Наталії Ясіновської. — Львів : Видавництво Старого Лева, 2021. — 392 с.[23]